# 蕭傑
蕭傑（？—835年），字豪士，唐朝官员，出自兰陵萧氏，蕭嵩的曾孙，萧华之孙，萧恒的儿子，徐国公萧俛的弟弟，蕭俶的哥哥。
元和十二年（817年）登进士第，官至侍御史。禁军中富平县人李秀才诬告乡人砍父亲墓边柏树，将他射杀。法司认为他是专杀。神策軍護軍中尉免其死，以杖刑流配。右补阙蔣係、侍御史柳仲郢上书反对。唐文宗下诏萧杰监督。萧杰又上奏。文宗下诏京兆府行决，不用监督。转任主客员外郎。太和九年（835年）十月，郑注为凤翔节度使，以钱徽子礼部郎中钱可复为副使，李敬彝为司马，卢简辞弟驾部员外郎卢简能、右拾遗卢弘茂为掌书记。李训以萧杰检校工部郎中，充凤翔陇观察判官。十一月，郑注被诛，萧杰等四人为凤翔监军使所害。